# Cod ATC A12
Codul ATC A12 Substanțe minerale este o parte a sistemului de clasificare anatomică, terapeutică și chimică a medicamentelor, un sistem dezvoltat de către Organizația Mondială a Sănătății (OMS) pentru clasificarea medicamentelor și a altor produse medicinale. Subgrupul A12 este o parte a grupului A Tract digestiv și metabolism.
Codurile pentru preparatele de uz veterinar sunt create prin alipirea literei Q în fața codului ATC corespunzător produsului pentru uz uman; de exemplu, QA12. Codurile ATCvet care nu au un cod ATC corespunzător produsului de uz uman sunt citate începând cu Q în lista următoare.

## A 12 ACalciu

### A 12 AA Calciu
- A 12 AA 01 Fosfat de calciu
- A 12 AA 02 Glubionat de calciu
- A 12 AA 03 Gluconat de calciu
- A 12 AA 04 Carbonat de calciu
- A 12 AA 05 Lactat de calciu
- A 12 AA 06 Gluconolactat de calciu
- A 12 AA 07 Clorură de calciu
- A 12 AA 08 Glicerilfosfat de calciu
- A 12 AA 09 Complex lisină citrat de calciu
- A 12 AA 10 Glucoheptonat de calciu
- A 12 AA 11 Pangamat de calciu
- A 12 AA 12 Acetat anhidru de calciu
- A 12 AA 13 Citrat de calciu
- A 12 AA 20 Calciu (diferite săruri în combinații)
- A 12 AA 30 Levulat de calciu

## A 12 BPotasiu

### A 12 BA Preparate cu potasiu
- A 12 BA 01 Clorură de potasiu
- A 12 BA 02 Citrat de potasiu
- A 12 BA 03 Hidrogentartrat de potasiu
- A 12 BA 04 Hidrogencarbonat de potasiu
- A 12 BA 05 Gluconat de potasiu
- A 12 BA 30 Combinații
- A 12 BA 51 Clorură de potasiu, combinații

## A 12 C Alte substanțe minerale

### A 12 CASodiu
- A 12 CA 01 Clorură de sodiu
- A 12 CA 02 Sulfat de sodiu

### A 12 CBZinc
- A 12 CB 01 Sulfat de zinc
- A 12 CB 02 Gluconat de zinc
- A 12 CB 03 Complex de zinc și proteine

### A 12 CCMagneziu
- A 12 CC 01 Clorură de magneziu
- A 12 CC 02 Sulfat de magneziu
- A 12 CC 03 Gluconat de magneziu
- A 12 CC 04 Citrat de magneziu
- A 12 CC 05 Aspartat de magneziu
- A 12 CC 06 Lactat de magneziu
- A 12 CC 07 Levulinat de magneziu
- A 12 CC 08 Pidolat de magneziu
- A 12 CC 09 Orotat de magneziu
- A 12 CC 10 Oxid de magneziu
- A 12 CC 30 Magneziu (diferite săruri în combinații)

### A 12 CDFluor
- A 12 CD 01 Fluorură de sodiu
- A 12 CD 02 Monofluorofosfat de sodiu
- A 12 CD 51 Fluor, combinații

### A 12 CESeleniu
- A 12 CE 01 Selenat de sodiu
- A 12 CE 02 Selenit de sodiu

### A 12 CX Alte produse minerale
QA12CX90 Toldimfos
QA12CX91 Butafosfan
QA12CX99 Alte produse minerale , combinații